# Myrurgia
Myrurgia és una empresa catalana de perfumeria, fundada el 1916 per Esteve Monegal i Prat i adquirida el 2000 per Puig.

## Història
A finals del segle xix, Ramon Monegal i Nogués tenia un negoci de drogueria a Barcelona, que el seu fill Esteve Monegal i Prat va convertir el 1916 en la societat anònima Myrurgia, dedicada a la fabricació de perfums i productes cosmètics.

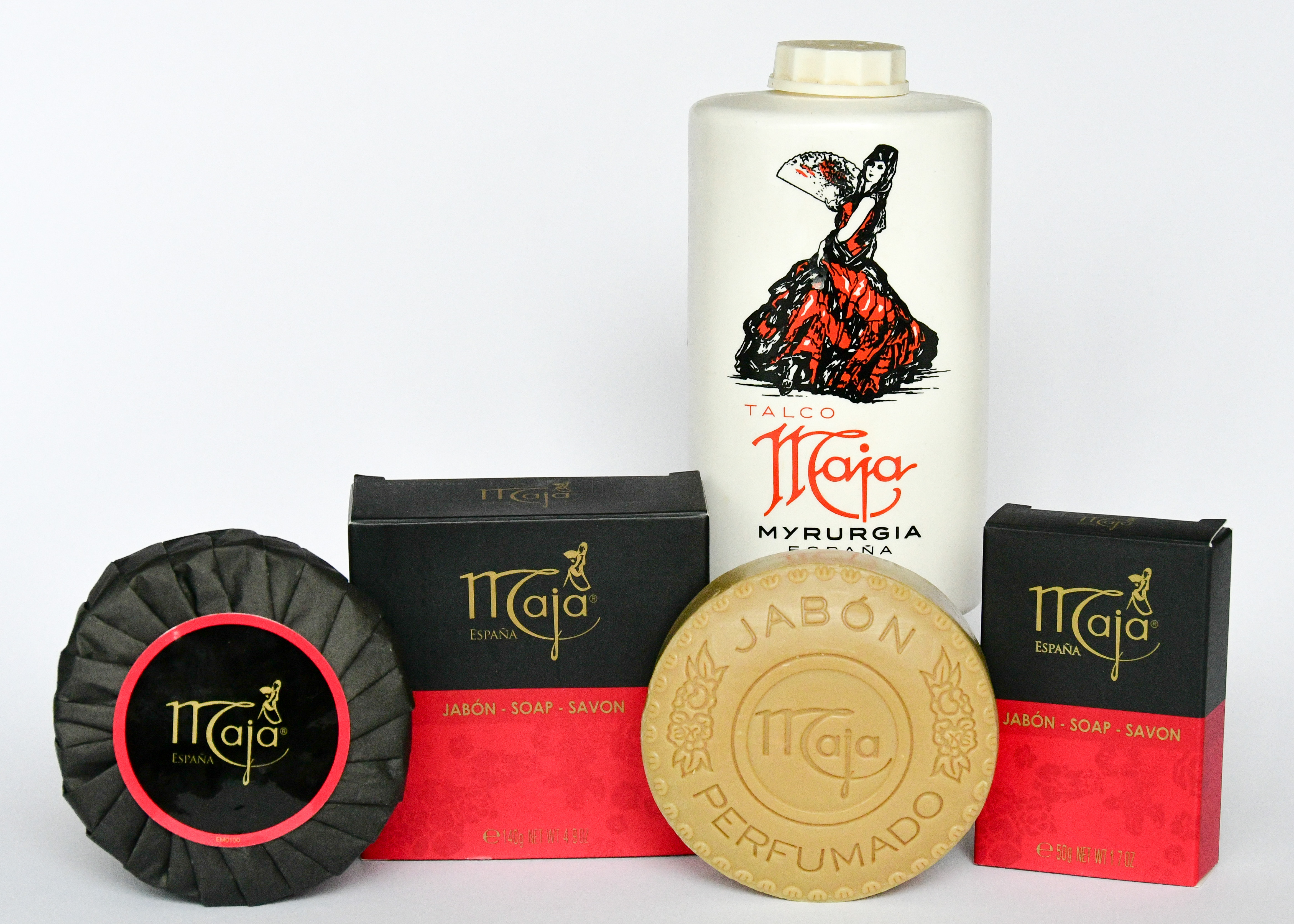
Productes de la marca Maja

L'empresa aconseguí una presència molt important no sols a Catalunya, sinó també al mercat internacional, amb productes -colònies, sabons, perfums- que jugaven amb el carisma de l'orientalisme (Maderas de Oriente), l'exotisme hispànic (Maja), o fins i tot clares evocacions hedonistes (Orgía). A més de dirigir l'empresa, Monegal es dedicà també al disseny dels flascons i estoigs: Embrujo de Sevilla (1926), Maderas de Oriente (1929), Hawaii (1933), Jungla (1934) o Yánhia (1935). La seva condició d'article plàstic el portà a ser molt curós en la presentació i la publicitat dels seus productes, que tingueren sempre una gran qualitat gràcies, també, a la col·laboració d'artistes com Eduard Jener, que realitzà el cartell de la línia de sabons i perfums La Maja, inspirat en la ballarina Carmen Tórtola Valencia i una fotografia del seu espectacle La Tirana.
Inicialment, la fàbrica estava ubicada en un edifici obra de Valeri Corberó i Trepat al carrer de Casanova, i el 1930, s'instal·là en un nou recinte projectat per Antoni Puig Gairalt.
El 2000, l'empresa catalana de moda i perfumeria Puig va adquirir-ne el 85% del capital a la família Monegal, amb opció de fer-ho amb el 15 % restant.